# 李崇淮
李崇淮（1916年10月14日—2008年5月19日），江苏淮阴人，中华人民共和国政治人物。

## 生平
1945年7月，毕业于美国耶鲁大学研究生院经济系，获硕士学位。1946年至1949年，任交通银行汉口分行襄理兼武汉大学特约讲师。1949年4月，专任武汉大学经济系教授。1950年，加入中国民主建国会。此后，曾兼任武汉大学银行专修科副主任、总务长、经济管理系主任、经济管理学院副院长。1986年后，任武大经济管理学院教授，并曾兼任武汉市人民政府咨询委员会委员。武汉市政协第六、七、八届副主席。第五、六届中国民主建国会中央委员会副主席。第六、七、八届全国人大代表，第七届全国人大常委。编著有《论当前货币的形式问题》、《“两通”起飞》、《股票基本知识和实践》、《财政金融管理知识手册》。
2002年12月，中国民主建国会第八次全国代表大会在北京召开，他出任名誉副主席。